# Oscar Randal-Williams
Oscar Randal-Williams est un mathématicien et universitaire britannique à l'université de Cambridge, travaillant en topologie algébrique.

## Formation et carrière
Il a étudié les mathématiques à l'université d'Oxford (MMath 2006, DPhil 2009), où il a rédigé sa thèse de doctorat Stable moduli espaces of manifolds sous la direction d'Ulrike Tillmann. Depuis 2012, il est à l'université de Cambridge, depuis 2017 en tant que lecteur.  
En collaboration avec Søren Galatius, il a étudié les espaces des modules des variétés, conduisant à une séquence d'articles dont son co-auteur a parlé au Congrès international des mathématiciens (ICM) en 2014 à Séoul.

## Prix et distinctions
En 2017, il a reçu  un prix Whitehead de la London Mathematical Society et un prix Philip-Leverhulme,, en 2018, il a reçu une bourse ERC Starting Grant, et en 2019 le prix Dannie-Heineman de l'Académie des sciences de Göttingen et le prix Oberwolfach. Il est l'un des deux rédacteurs en chef des Actes de la LMS et un éditeur du Journal of Topology.
En 2022, il reçoit le Clay Research Award, conjointement avec Søren Galatius, « pour leurs profondes contributions à la compréhension des variétés de haute dimension et de leurs groupes de difféomorphisme ; ils ont transformé et revigoré le sujet ».

## Publications
- avec Boris Botvinnik et Johannes Ebert, « Infinite loop spaces and positive scalar curvature », Inventiones mathematicae, vol. 209, no 3,‎ 2017, p. 749-835 (DOI 10.1007/s00222-017-0719-3)
- avec Søren Galatius, « Stable moduli spaces of high-dimensional manifolds », Acta Mathematica, vol. 212, no 2,‎ 2014, p. 257-377 (DOI 10.1007/s11511-014-0112-7)
- avec Søren Galatius, « Homological stability for moduli spaces of high dimensional manifolds, part I », Journal of the American Mathematical Society, vol. 31,‎ 2018, p. 215-264 (DOI 10.1090/jams/884, arXiv 1403.2334) ; « part II », Annals of Mathematics, vol. 186,‎ 2017, p. 127-204 (DOI 10.4007/annals.2017.186.1.4, arXiv 1601.00232)